# Бхимешвар
Бхимешвар (ранее Чарикот) — город на северо-востоке Непала и административный центр района Долакха в провинции Багмати-Прадеш, который был создан в 1997 году путём слияния бывших сельских развивающих комитетов Чарикот, Долакха-Таун, Макайбари и Мати. По переписи населения Непала 2011 года его население составляло 32 486 человек. Город расположен на высоте 1852 метра.